# لشکر هفتم داوطلب کوهستانی اس‌اس پرینس اویگن
لشکر هفتم داوطلب کوهستانی اس‌اس پرینس اویگن (به آلمانی:7. SS-Freiwilligen-Gebirgs-Division „Prinz Eugen“) یکی از لشکرهای وابسته به وافن اس‌اس در جنگ جهانی دوم بود.

## فرماندهان
- آرتور فلپس
- کارل فون اوبرکامپ
- اتو کوم
- آوگوست اشمیدهوبر